# Lombricultura

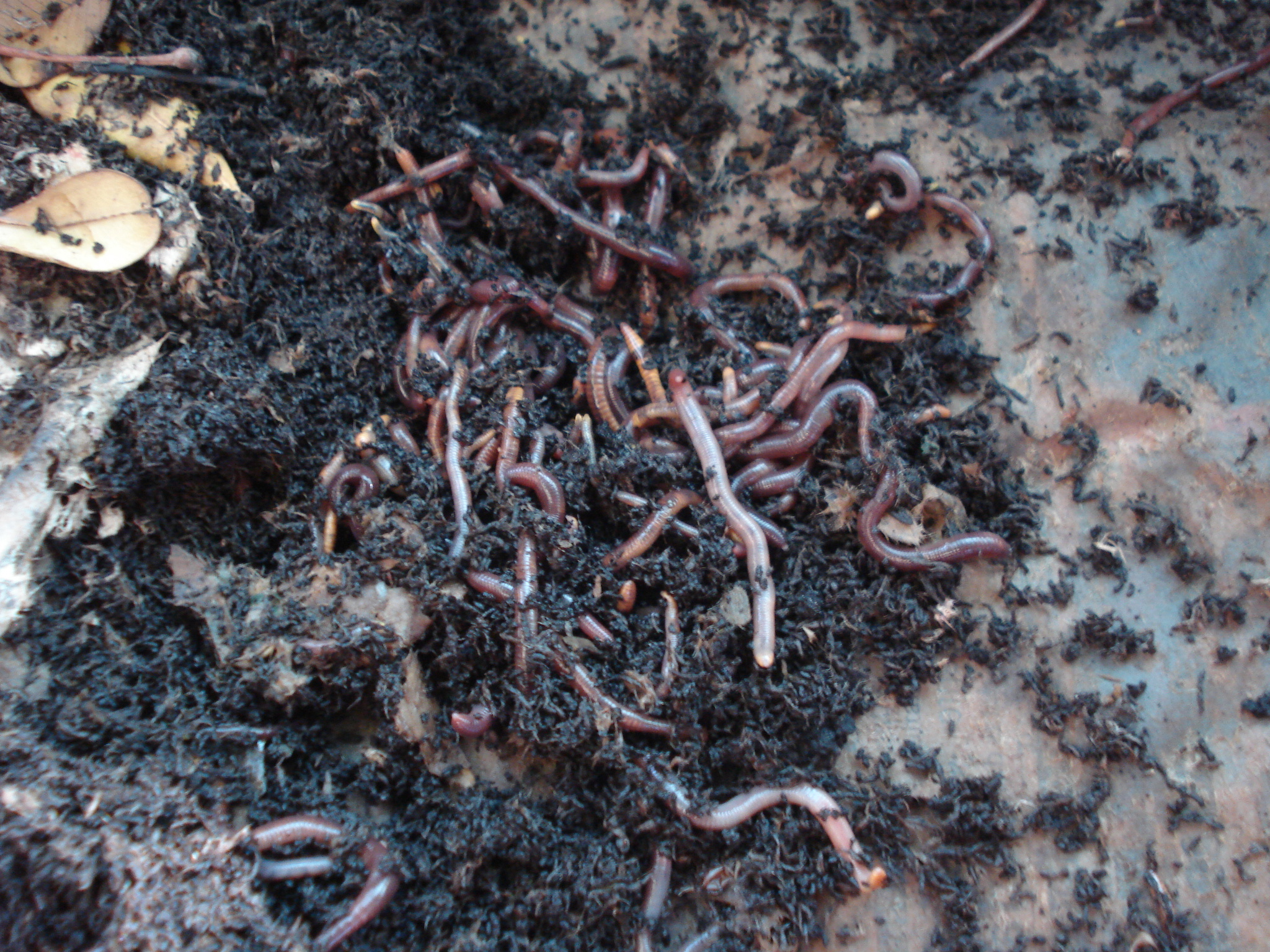
Vermicompostaje de residuos orgánicos.

La lombricultura o vermicultura consiste en una serie de operaciones relacionadas con la cría y producción de lombrices detritívoras (formadoras de humus) y el tratamiento, por medio de ellas (mediante procesos de oxidación biológica), de residuos biológicos orgánicos para su reciclaje en forma de abono denominado humus de lombriz, lombrihumus o lombricompost.
La lombricultura no debe confundirse con el lombricompostaje o vermicompostaje, este último término hace referencia al proceso biotecnológico por el cual las lombrices son utilizadas con la finalidad de convertir residuos orgánicos en lombricompost / humus de lombriz. Sin embargo, no existe una línea que permita diferenciar ambos términos como actividades separadas; la relación es tan intima que la optimización del proceso de reciclaje de residuos orgánicos permite maximizar la cría de lombrices, obteniendo mayores cantidades de carne de lombriz y lombricompost o humus de lombriz.

## Vermicompostaje o compostaje con lombrices
El aumento de la población mundial ha dado lugar a un mayor consumo de bienes y servicios que ha impulsado un incremento sustancial de los residuos orgánicos procedentes de los hogares, la industria y la agricultura. Gran parte de los residuos orgánicos son altamente infecciosos ya que contienen una gran variedad de microorganismos patógenos.
El vermicompostaje es uno de los medios más eficaces para mitigar y gestionar los problemas de contaminación ambiental. Recientemente, se están realizando muchos estudios para establecer el humus de lombriz como uno de los sustitutos orgánicos más prometedores ante los fertilizantes químicos.
El humus de lombriz es más rico en NPK, micronutrientes y microbios beneficiosos del suelo (bacterias fijadoras de nitrógeno y solubilizadoras de fosfato y actinomicetos), un excelente promotor del crecimiento y protector de las plantas de cultivo que el compost convencional.
El vermicompostaje (vermis del latín significa lombriz) es un proceso mesófilo que implica la acción conjunta de lombrices (activas entre 10-32 °C) y microbios mesófilos para la conversión de residuos orgánicos en un valioso producto final conocido como vermicompost o humus de lombriz.
Por su parte, el compostaje convencional consiste en la degradación de los residuos orgánicos por parte de microorganismos en condiciones controladas, en las que la materia orgánica pasa por una etapa termófila característica que permite sanear los residuos mediante la eliminación de microorganismos patógenos.
El compostaje también se utiliza para tratar estiércoles, residuos verdes o residuos sólidos urbanos. Sin embargo, el vermicompostaje proporciona un producto final de mayor calidad que el compostaje convencional debido a la acción conjunta de las actividades enzimáticas y microbianas que se producen durante el proceso.
Este proceso es más rápido que el compostaje tradicional, ya que el material pasa a través del intestino de la lombriz, por lo que los excrementos de lombriz resultantes son ricos en actividad microbiana y reguladores del crecimiento de las plantas, y están fortificadas con atributos de prevención y eliminación de plagas también. En comparación con el método de compostaje tradicional, el vermicompostaje también permite reducir la masa, acortar el tiempo de procesamiento y obtener altos niveles de humus con una fitotoxicidad reducida o prácticamente nula. [3.1]

## Humus de lombriz o vermicompost
Por lo tanto, el humus de lombriz se considera un abono ideal para la agricultura ecológica, ya que es rico en nutrientes y contiene humus de alta calidad, hormonas de crecimiento de las plantas, enzimas y sustancias capaces de proteger los cultivos contra las plagas y las enfermedades.
Además, el vermicompost tiene una alta porosidad, aireación, drenaje y capacidad de retención de agua. Además de una mayor disponibilidad de N, también podemos encontrar una alta disponibilidad de nutrientes vegetales C, P, K, Ca y Mg en el humus de lombriz.
En el humus de lombriz también encontramos una importante cantidad de hormonas de crecimiento para las plantas, concretamente las hormonas del tipo citoquininas y auxinas. También liberan ciertos metabolitos, como vitamina B, vitamina D y sustancias similares en el compost. Así, las lombrices de tierra aceleran la tasa de mineralización y convierten los estiércoles en “lombri-excrementos” con mayor valor nutricional y grado de humificación que el método tradicional de compostaje.
La composición de nutrientes comúnmente disponibles en el humus de lombriz es la siguiente: Carbono orgánico 9,5-17,98%, nitrógeno 0,5-1,50%, fósforo 0,1-0,30%, potasio 0,15-0,56%, sodio 0,06-0,30%, calcio y magnesio 22,67-47,60 meq/100 g, cobre 2-9,50 mg/kg, hierro 2-9,30 mg/kg, zinc 5,70-11,50 mg/kg, azufre 128-548 mg/kg. Por lo tanto, el vermicompostaje permite la transformación biológica de los residuos en un valioso fertilizante orgánico. El humus de lombriz se ha convertido en uno de los principales componentes del sistema de agricultura ecológica.

DATOS IMPORTANTES SOBRE SU PASADO

La civilización sumeria, conocida por sus grandes conocimientos sobre agricultura hace 5000 años, establecía la calidad de los suelos a partir de la densidad de las lombrices al cavar un hoyo en el mismo. Para la civilización egipcia las lombrices eran valoradas a tal punto que las deificó castigando hasta con la muerte a quien las dañara. El filósofo griego Aristóteles en su obra "Historia animalium" manifestó que las lombrices eran los intestinos de la tierra y que contribuían a su productividad.[cita requerida]

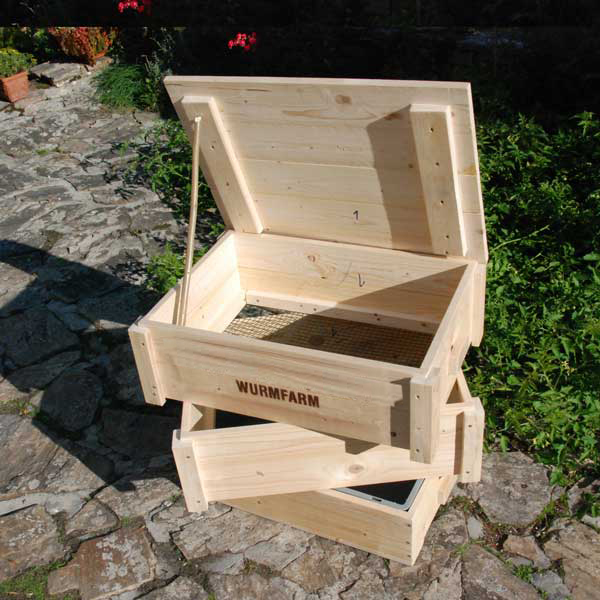
Compostador casero para vermicompostaje.

Los comienzos de la crianza de lombrices como actividad pueden remontarse hasta la década de 1940 en los Estados Unidos, donde se sientan las bases para el cultivo intensivo (desarrollo de poblaciones) de la lombriz roja californiana. Posteriormente, se expande a Europa con gran importancia en Italia durante la década de 1970. Finalmente, en la década de 1980, la actividad toma un nuevo auge gracias a empleo de las lombrices en el reciclaje de residuos sólidos orgánicos, lo que dio origen a la actividad paralela del lombricompostaje o vermicompostaje.

## Especies de lombrices
En las especies de lombrices utilizadas en lombricultura se buscan una serie de características que facilitan su explotación, algunas de las cuales son:
- Ciclo de vida corto.
- Crecimiento rápido = Tasa de crecimiento elevada.
- Valencia ecológica amplia (respecto a temperatura, humedad, etc.).

Algunas de las especies de lombrices más utilizadas en lombricultura son: Eisenia foetida, Eisenia andrei, Eisenia hortensis, Perionyx excavatus, Eudrilus eugeniae, Dendrobaena veneta, Lumbricus rubellus, Lumbricus castaneus, Polypheretima elongata, Amynthas hawaiana, Amynthas rodericensis.
Las características ecológicas de las diferentes especies harán más apropiado su uso según en qué localizaciones geográficas y para qué objetivos.
E. foetida, L. rubellus, E. andrei, E. hortensis, y L. castaneus se encuentran comúnmente por toda Euroasia y en la actualidad se han vuelto especies cosmopolitas en tierras orgánicas ricas, especialmente con vegetación en descomposición, compost y montones de estiércol.[cita requerida]

### Eisenia foetida

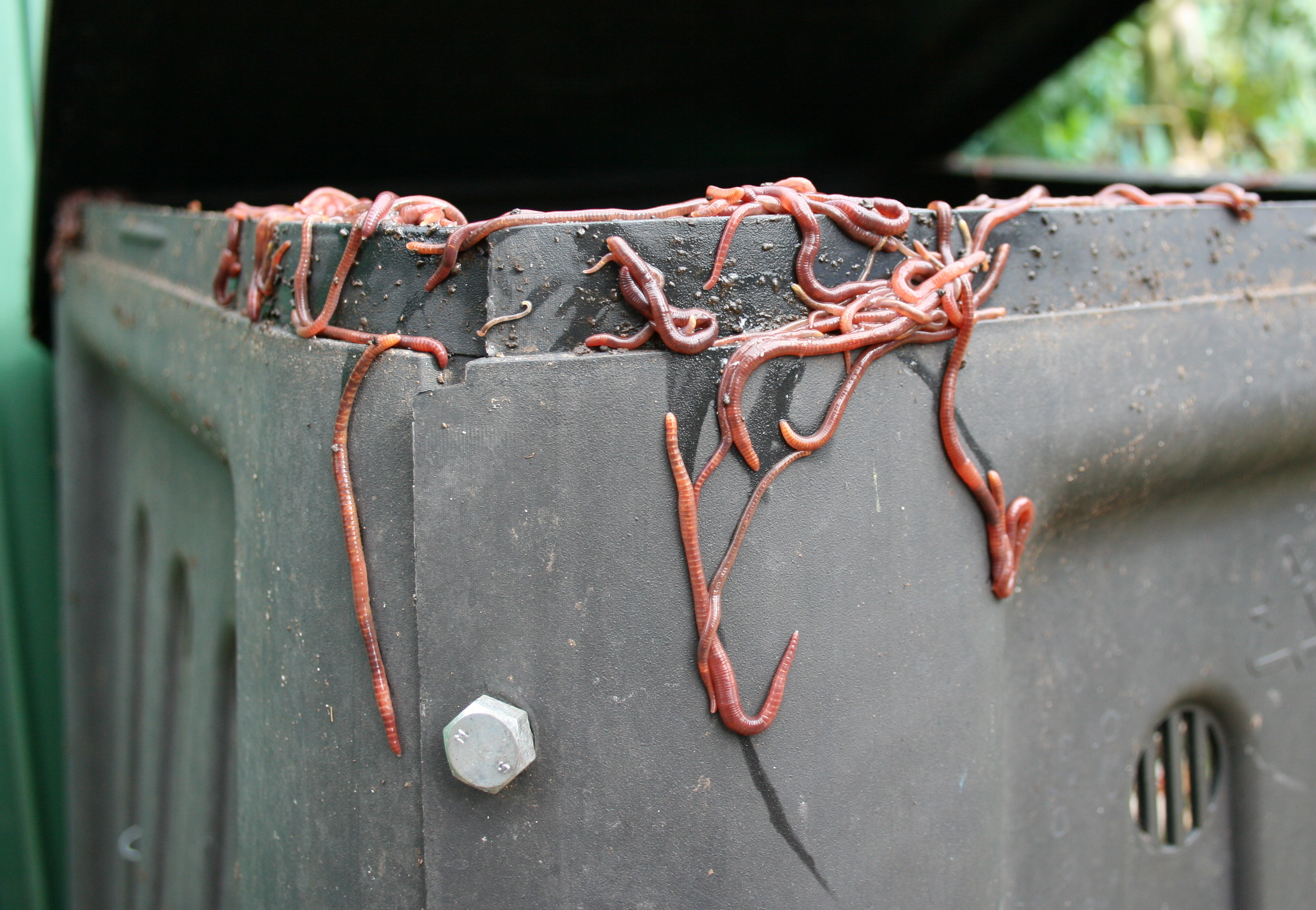
Lombriz roja californiana (Eisenia foetida) en un compostador.

La lombriz roja californiana (Eisenia foetida) es la especie más utilizada en la lombricultura. Alcanza una longitud de entre los 4 y 10 cm. A los tres meses de edad son capaces de reproducirse, sin embargo, alcanzan su madurez completa a los 7 meses. Su color es rojizo con franjas intersegmentarias de color amarillento a blanquecino. Se adapta a un amplio rango de temperatura que va desde los 12 °C hasta los 32 °C. Su pH óptimo se encuentra entre los 5-8 y la humedad entre 70-80 %. No es apreciada como cebo de pesca debido a su fuerte olor, de allí su nombre de fétida.

### Eudrilus eugeniae
Eudrilus eugeniae es una lombriz nativa de África, caracterizada por su color rojo oscuro y por su gran tamaño que suele oscilar entre los 15 y 20 cm de longitud, con un clitelio más craneal y de extremo redondo y blanquecino, es sumamente prolífica y su tasa reproductiva es mayor a la de la Eisenia foetida. En condiciones adecuadas parece ser la especie adecuada para la producción de carne de lombríz (proteína), tiene preferencia por las altas temperaturas y no tolera por mucho tiempo temperaturas inferiores a los 16 °C.

### Dendrobaena veneta
Dendrobaena veneta habita zonas templadas húmedas, como la latitud de España y otros países con clima similar, lo que hace un humus de buena calidad.

### Perionyx excavatus
Perionyx excavatus es una lombriz muy común en el sur de Asia, Australia y las Filipinas, donde es conocida como lombriz "azul". Aparentemente es una especie de fácil manejo y cosecha comparable a la E. foetida. Es extremadamente prolífica, con un tiempo de maduración y de incubación más corto que E. eugeniae y su fecundidad es mayor. Su ciclo de vida es de aproximadamente 50 días. Alcanzando la madurez sexual entre los 20-28 días, y la producción media de capullos es de 1,1 capullos/lombriz/día, el tiempo medio de incubación de los capullos a 25 °C es de 18 días, con un éxito de eclosión muy alto (85-90 %). Su principal inconveniente es su incapacidad para soportar condiciones de baja temperatura (< 5 °C, no sobrevive), pero para las condiciones tropicales parece una especie ideal.

### Lumbricus rubellus

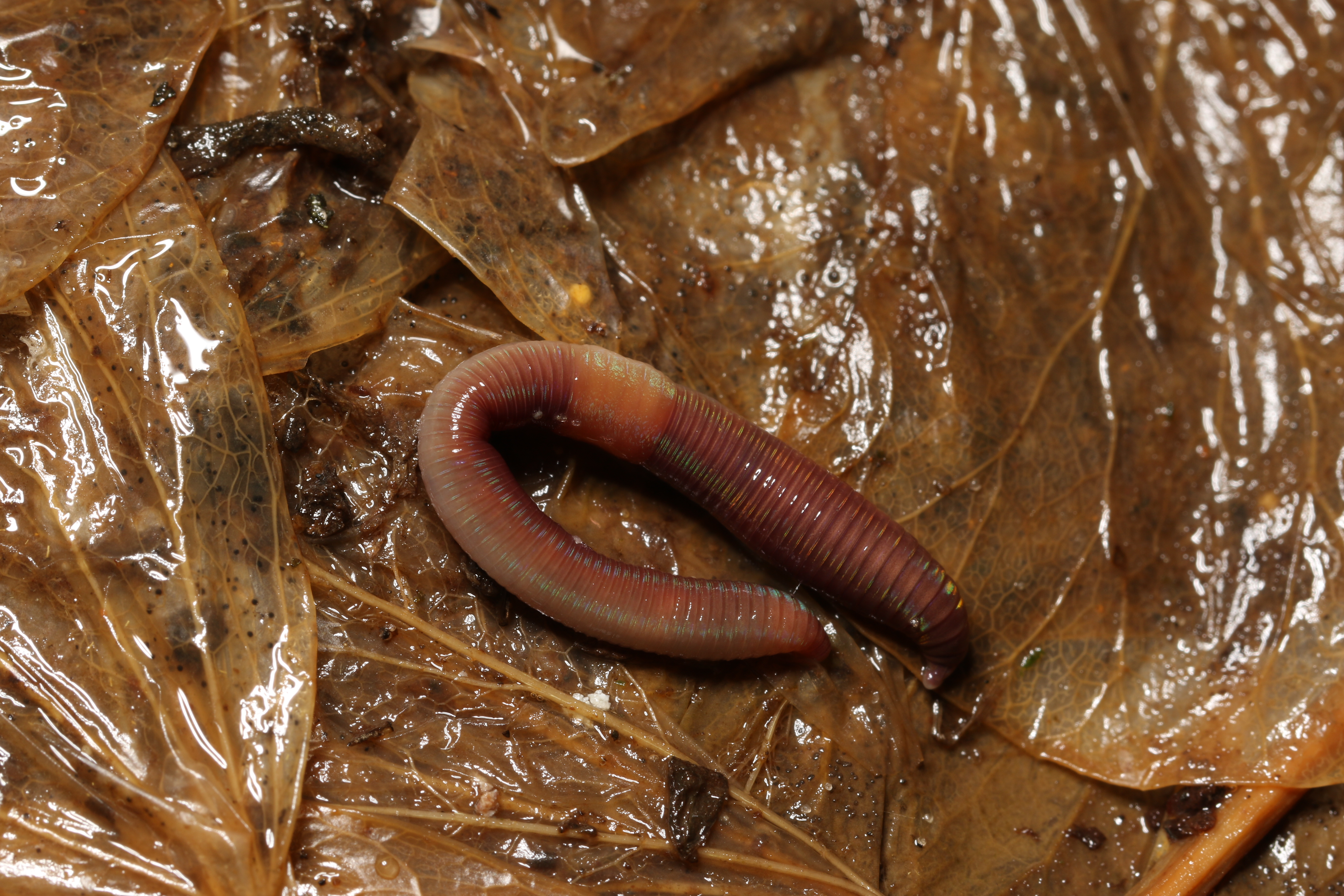
Lumbricus rubellus una especie usada frecuentemente en la vermicultura.

Lumbricus rubellus es una lombriz roja, caracterizada por vivir en sustratos superficiales y ricos en materia orgánica en descomposición. No desprende malos olores como Eisenia foetida, motivo por el cual es muy conocida por los pescadores. Alcanza una longitud entre los 6 y 15 cm. Se reproduce bien en temperaturas entre los 15 y 25 °C. Es una lombriz común en suelos húmedos y en aquellos donde se han aplicado abonos orgánicos como estiércoles animales o incluso aguas residuales.

## Enfermedades, plagas y depredadores
Las lombrices no padecen y tampoco transmiten ningún tipo de enfermedad.[cita requerida] Sin embargo, sí pueden sufrir de ciertas condiciones y ser atacadas por plagas.

### Síndrome proteico
También conocido como Gozzo ácido, es ocasionado cuando se le suministra a las lombrices un sustrato con altos niveles en proteínas (por ejemplo residuos de leguminosas), estas son degradadas por enzimas que se encuentran dentro de su sistema digestivo produciendo grandes cantidades de amonio. Debido a esto la lombriz se inflama y muere a las pocas horas.

### Planaria
Planaria es un gusano plano carnívoro con una longitud de 3 a 50 cm y un espesor de 0,2 a 0,5 cm, tiene hábitos caníbales (es capaz de comerse a sí mismo), se alimenta de insectos, babosas y lombrices. Se adhiere a estas últimas por medio de una sustancia cerosa que produce para luego introducirles un pequeño tubo y así succionarles todo su interior. Se considera como el enemigo de mayor importancia económica para los lombricultores.

## Productos de la lombricultura
El vermicompostaje a pequeña escala es una forma noble de convertir los "desechos" de la cocina en abono de alta calidad, sobre todo si el espacio es reducido. Para esta práctica, es necesario un vermicompostador, que puede fabricarse uno mismo de forma artesanal o adquirir en una tienda especializada en compostaje doméstico (conseguir cajones a menor precio que cumplan con el mismo objetivo).

### Lombrices
Muy utilizadas como cebo de pesca. También se comercializan de cara a la puesta en marcha de nuevas plantas de vermicompostaje o a la introducción en parcelas con objeto de mejorar las características del suelo y su explotación agroforestal.

### Carne de lombriz
La carne de la lombriz también se puede aprovechar para consumo animal (aves y peces). No hay trabajos serios que avalen su consumo para humanos, pero tienen, sin duda, un gran valor nutritivo. Normalmente se comercializa como harina de lombriz y destaca por su contenido en aminoácidos esenciales.

### Lombricompuesto

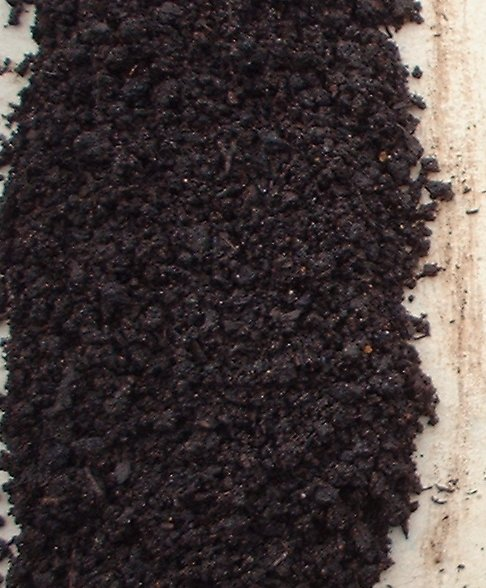
Humus de lombriz.

El lombricompuesto, lombrihumus o humus de lombriz, es un abono obtenido del excremento de las lombrices epigeas alimentadas con desechos orgánicos (restos vegetales, residuos de cosecha, estiércoles de herbívoros entre estos algunas aves, etc. Se evitan los restos animales por los olores y carroñeros que estos pueden atraer) sobre los que actúan y trabajan las lombrices.[cita requerida]
Es un abono orgánico, a diferencia de otros que son elaborados por procesos químicos. Algunas de sus ventajas son que aporta nutrientes al suelo y a las plantas, contiene hongos y bacterias benéficas y no presenta productos químicos de origen sintético en su composición, mejora la retención de agua y posee un pH neutro o cercano (dependiendo de las materias primas y de su manejo).[cita requerida]
Los insumos que se necesitan para comenzar con su elaboración son: restos vegetales de nuestro huerto o de nuestra cocina, estiércoles de animales herbívoros, materia seca elemental para obtener una buena relación de carbono y nitrógeno (C/N), etc.
Las lombrices se alimentan de hongos y bacterias, éstas a su vez se alimentan de las materias orgánicas en descomposición, tanto vegetales como animales, las lombrices no comen vegetales ni restos de animales, por eso la necesidad del compostaje previo.[cita requerida]
Además de ser particularmente rico en sustancias orgánicas y en compuestos nitrogenados, este producto contiene óptimas cantidades de calcio, potasio, fósforo y otros elementos minerales (todo eso depende de las materias primas, y el lugar en el que se encuentren), además de una vasta gama de enzimas que juegan un papel muy importante en la fertilidad del suelo, y elementos fitorreguladores (particularmente enzimas) que inciden positivamente sobre el crecimiento de las plantas. Todo esto hace que el lombricompuesto sea un fertilizante orgánico por excelencia y prácticamente único por su elevada carga bacteriana y enzimática.[cita requerida]
El lombricompuesto se puede utilizar en hortalizas, hierbas aromáticas, plantas ornamentales, florales, árboles, arbustos, etc.